# Catalina de Borgoña Dampierre
Catalina de Borgoña Dampierre (Montbard, 1378 - 24 de enero de 1425) fue la quinta de los hijos de Felipe II y Margarita de Flandes. Catalina nace a comienzos del mes de abril de 1378 en Montbard y fue bautizada el 26 del mismo mes.
Sus padres decidieron unirla en matrimonio en el año 1392 en la ciudad de Dijón con Leopoldo IV de Austria, Duque de Austria y Conde del Tirol, con el que no tuvo descendencia. Leopoldo falleció el 13 de mayo de 1411 en Viena, y Catalina regresó a la corte de Borgoña.
Hacia 1415 volvió a casarse con Smassmann de Rappoltstein, Señor de Ribeaupierre, del que se divorció en 1421. Catalina regresó a Borgoña, en donde falleció el 24 de enero de 1425 en el castillo de Gray-sur-Saone. Fue enterrada en la iglesia de la Cartuja de Champmol, cerca de Dijón. No tuvo descendencia.
- Datos: Q271147
- Multimedia: Catherine of Burgundy / Q271147